# ماورو أنتونيس
ماورو أنتونيس (10 يناير 1992 في البرتغال - ) هو لاعب كرة قدم برتغالي في مركز الوسط. شارك مع منتخب البرتغال تحت 16 سنة لكرة القدم. أما مع النوادي، فقد لعب مع أتليتيكو كلوب دي برتغال وAcadémico de Viseu F.C. ‏.

## وصلات خارجية
- ماورو أنتونيس على موقع قاعدة بيانات كرة القدم.إي يو (الإنجليزية)
- ماورو أنتونيس على موقع Soccerway.com (الإنجليزية)